# Dasychira euproctina
Dasychira euproctina is een vlinder uit de familie spinneruilen (Erebidae), onderfamilie donsvlinders (Lymantriinae). De wetenschappelijke naam van deze soort is voor het eerst geldig gepubliceerd in 1904 door Aurivillius.
De soort komt voor in tropisch Afrika.